# 吉野村 (熊本県)
吉野村（よしのむら）は、熊本県の南部、八代郡にかつてあった村。

## 歴史
- 1876年 - 吉本村、西吉本村が合併し高塚村が成立。西鹿野村、東鹿野村が合併し鹿野村が成立。南大野村、上北大野村が大野村に合併。
- 1889年4月1日 - 町村制が施行し、大野村、吉本町、高塚村、新田村が合併し成立。
- 1954年4月1日 - 和鹿島村、野津村と合併して竜北村となる。
- 2005年10月1日 竜北町・宮原町が新設合併し氷川町が発足。

## 出身著名人
- 沢田喜彦（貴族院多額納税者議員）